# Marco Priis Jørgensen
Marco Priis Jørgensen (født 2. juni 1991 i Danmark) er en dansk fodboldspiller, der spiller for Mjøndalen Idrettsforening i den norske Tippeliga.

## Ungdoms karriere
Marco Jørgensen er en 190 centimeter høj keeper, som blandt andet har optrådt for Hvidovre i U/19 Ligaen. Inden da, spillede han også for B.93.

## Klubkarriere

### Long Island RR
Jørgensen flyttede til USA, for at gå på College og uddanne sig. Han valgte at fortsætte med fodbolden, og spillede collegefodbold for Long Island Roughriders. 

### HB Køge
Da keeper Frederik Due i slutningen af 2010/11 sæsonen blev skadet, skulle HB Køge ud og styrke målmandsposten til det sidste stykke tid af sæsonen. Valget faldt på Jørgensen, og skiftet blev offentliggjort på HB Køges hjemmeside den 17. maj 2011. Han skrev dog kun under på en amatør kontrakt.
Der gik ikke ret lang tid, før klubben meddelte, at den ny-hentede keeper skulle forlade klubben. Det blev offentliggjort allerede den 31. maj 2011, dog gældende fra 1. juni 2014.

### Long Island RR
Efter sit forholdsvise korte ophold i HB Køge, vendte han tilbage til sit collegefodbold.
Han spillede i alt 4 år i USA, inden han skiftede tilbage til Danmark.

### FC Midtjylland
Den 18. august 2014 bekræftede FCM på deres hjemmeside, at de havde hentet Jørgensen på en 1-årig kontrakt. Han blev tildelt nummer 25.
Året efter rejste han til Norge.